# Пангва
Па́нгва (екіпангва, кіпангва) — народ групи банту в районі Великих Африканських озер на сході Африки.
Люди пангва живуть на північно-східних берегах озера Малаві у Танзанії.
Загальна чисельність — 177 тис. осіб (1987 рік).
Як і більшість народів Танзанії (і не тільки) відчуває сильний вплив суахілі, що виражається у двомовності та асиміляції, близькості матеріальної культури.
Більшість пангва дотримуються традиційних культів, хоча є мусульмани-суніти та католики.
Займаються землеробством і скотарством.